# Antoni Dziatkowiak
Antoni Jan Dziatkowiak (ur. 26 maja 1931 w Rogaczewie Wielkim) – polski kardiochirurg, profesor nauk medycznych.

## Życiorys
Uzyskał tzw. małą maturę w Miejskim Gimnazjum Koedukacyjnym w Mosinie. W 1951 zdał maturę w I Liceum Ogólnokształcącym im. Karola Marcinkowskiego w Poznaniu. W 1957 ukończył studia na Akademii Medycznej w Poznaniu.
W 1962 obronił doktorat, w 1967 habilitował się. W 1987 otrzymał tytuł profesora nauk medycznych. Pracował w Szpitalu Miejskim im. Józefa Strusia w Poznaniu, a w latach 1966–1978 w łódzkiej Akademii Medycznej. Od 1979 związany z Akademią Medyczną w Krakowie (następnie z Collegium Medicum Uniwersytetu Jagiellońskiego), pełnił funkcję kierownika Kliniki Chirurgii Serca i Naczyń. Wchodził w skład władz Polskiego Towarzystwa Kardiologicznego. Jest założycielem Fundacji Rozwoju Kardiochirurgii COR AEGRUM. Został także członkiem rady patronackiej Fundacji Krakowskie Hospicjum dla Dzieci im. ks. Józefa Tischnera.
Wsławił się rutynowo przeprowadzanymi operacjami przeszczepienia serca w skali takiej jak w klinice profesora Religi. Współpracował z profesorem Janem Mollem, m.in. przy pierwszym przeszczepie serca w Polsce w 1969.
W 1984 pod jego przewodnictwem zainicjowano program Sojusz dla ratowania życia bez użycia krwi, adresowany do osób chcących przejść operację bez użycia krwi – głównie dla Świadków Jehowy. W 1989 bezskutecznie kandydował do Senatu w województwie krakowskim.
Był żonaty z profesor Hanną Dziatkowiak. W maju 2011 z okazji osiemdziesiątych urodzin odsłonił tablicę upamiętniającą jego pracę w Szpitalu Jana Pawła II w Krakowie.

## Odznaczenia i wyróżnienia
- Krzyż Wielki Orderu Odrodzenia Polski (za wybitne zasługi w pracy naukowej i dydaktycznej, 2000)[12]
- Krzyż Komandorski z Gwiazdą Orderu Odrodzenia Polski (za wybitny wkład w rozwój nauk medycznych, za osiągnięcia w pracy naukowo-badawczej, 1995)[13]
- Srebrny Medal Honorowy za Zasługi dla Województwa Małopolskiego (2011)[14]
- Małopolanin Roku (2002)[15]
- Złoty Medal Miasta Krakowa[6]
- Złoty Skalpel[6]
- Tytuł honorowego obywatela Koła (1996)[16]
- Tytuł honorowego obywatela Krakowa (2019)[17]
- Tytuł doctora honoris causa Uniwersytetu Medycznego w Łodzi (2019)[18]